# Iathrippa tristani
Iathrippa tristani là một loài chân đều trong họ Janiridae. Loài này được Beddard miêu tả khoa học năm 1886.